# Fannyella kukenthali
Fannyella kukenthali är en korallart som först beskrevs av Molander 1929.  Fannyella kukenthali ingår i släktet Fannyella och familjen Primnoidae.
Artens utbredningsområde är Södra Ishavet. Inga underarter finns listade i Catalogue of Life.